# From Zero World Tour
A From Zero World Tour é uma turnê em andamento da banda norte-americana de rock Linkin Park em apoio ao seu oitavo álbum de estúdio, From Zero, lançado em 15 de novembro de 2024. A turnê foi anunciada em 5 de setembro de 2024, após o lançamento do primeiro single do álbum, "The Emptiness Machine". A turnê começou em 11 de setembro de 2024 no Kia Forum em Inglewood, Estados Unidos, e está atualmente programada para terminar em 11 de novembro de 2025 em Brasília, Brasil.
A turnê é a primeira da banda em sete anos e a primeira sem o ex-vocalista Chester Bennington e o ex-baterista Rob Bourdon. A turnê também não conta com o guitarrista Brad Delson, que se aposentou das turnês, mas continua fazendo parte oficialmente da banda.

## Set list
O set list a seguir foi obtido do concerto realizado em 31 de janeiro de 2025, na Cidade do México. Ele não representa todos os concertos durante a turnê.
Act 1 – Inception
1. "Somewhere I Belong"
2. "Crawling"
3. "New Divide"
4. "The Emptiness Machine"

Act 2 – Creation
1. "The Catalyst"
2. "Burn It Down"
3. "Over Each Other"
4. "Waiting for the End"
5. "Castle of Glass"
6. "Two Faced"
7. "Empty Spaces"
8. "When They Come for Me" / "Remember the Name"
9. "Casualty"
10. "One Step Closer"

Act 3 – Collapse
1. "Lost"
2. "Good Things Go"
3. "What I've Done"

Act 4 – Kintsugi
1. "Overflow"
2. "Numb"
3. "In the End"
4. "Faint"

Act 5 – Resolution (Encore)
1. "Papercut"
2. "A Place for My Head"
3. "Heavy Is the Crown"
4. "Bleed It Out"

## Datas da turnê
| Data (2024)    | Cidade    | País           | Local                  | Ato de abertura              | Público         | Receita    |
| -------------- | --------- | -------------- | ---------------------- | ---------------------------- | --------------- | ---------- |
| 11 de setembro | Inglewood | Estados Unidos | Kia Forum              | Grandson                     | ~17.000         | $9.430.000 |
| 16 de setembro | Brooklyn  | Estados Unidos | Barclays Center        | Grandson                     | 15.993 / 15.993 | $9.430.000 |
| 22 de setembro | Hamburgo  | Alemanha       | Barclays Arena         | Grandson                     | ~15.000         | $9.430.000 |
| 24 de setembro | Londres   | Reino Unido    | The O2 Arena           | Grandson                     | 19.330 / 19.330 | $9.430.000 |
| 28 de setembro | Incheon   | Coreia do Sul  | Inspire Arena          | —                            | 13.639 / 13.639 | $9.430.000 |
| 3 de novembro  | Nanterre  | França         | Paris La Défense Arena | Sleep Token                  | 39.255 / 39.255 | $4.529.465 |
| 8 de novembro  | Arlington | Estados Unidos | Globe Life Field       | Bad Omens Jean Dawson Helmet | 31.962 / 31.962 | $3.354.774 |
| 11 de novembro | Bogotá    | Colômbia       | Coliseo MedPlus        | —                            | 19.887 / 19.887 | $1.647.641 |
| 15 de novembro | São Paulo | Brasil         | Allianz Parque         | Ego Kill Talent              | 96.927 / 96.927 | $8.601.259 |
| 16 de novembro | São Paulo | Brasil         | Allianz Parque         | Ego Kill Talent              | 96.927 / 96.927 | $8.601.259 |
| 12 de dezembro | Riade     | Arábia Saudita | Banban                 | —                            | —               | —          |

| Data (2025)     | Cidade           | País             | Local                           | Ato de abertura                   | Público         | Receita     |
| --------------- | ---------------- | ---------------- | ------------------------------- | --------------------------------- | --------------- | ----------- |
| 31 de janeiro   | Cidade do México | México           | Estádio GNP Seguros             | AFI                               | 64.400 / 64.400 | $5.600.000  |
| 3 de fevereiro  | Zapopan          | México           | Estádio Tres de Marzo           | AFI                               | 42.500 / 42.500 | $4.300.000  |
| 5 de fevereiro  | Monterrei        | México           | Estádio Banorte                 | AFI                               | 42.500 / 42.500 | $4.300.000  |
| 11 de fevereiro | Saitama          | Japão            | Saitama Super Arena             | —                                 | 39.700 / 39.700 | $6.000.000  |
| 12 de fevereiro | Saitama          | Japão            | Saitama Super Arena             | —                                 | 39.700 / 39.700 | $6.000.000  |
| 16 de fevereiro | Jacarta          | Indonésia        | Gelora Bung Karno Madya Stadium | —                                 | 20.800 / 20.800 | $3.500.000  |
| 26 de abril     | Austin           | Estados Unidos   | Moody Center                    | grandson                          | —               | —           |
| 28 de abril     | Tulsa            | Estados Unidos   | BOK Center                      | grandson                          | —               | —           |
| 1 de maio       | Grand Rapids     | Estados Unidos   | Van Andel Arena                 | grandson                          | —               | —           |
| 3 de maio       | Baltimore        | Estados Unidos   | CFG Bank Arena                  | grandson                          | —               | —           |
| 6 de maio       | Raleigh          | Estados Unidos   | Lenovo Center                   | grandson                          | —               | —           |
| 8 de maio       | Greenville       | Estados Unidos   | Bon Secours Wellness Arena      | grandson                          | —               | —           |
| 10 de maio      | Columbus         | Estados Unidos   | Historic Crew Stadium           | —                                 | —               | —           |
| 17 de maio      | Daytona Beach    | Estados Unidos   | Daytona International Speedway  | —                                 | —               | —           |
| 12 de junho     | Nickelsdorf      | Áustria          | Panonia Fields                  | —                                 | —               | —           |
| 14 de junho     | Hradec Králové   | República Tcheca | Hradec Králové Airport          | —                                 | —               | —           |
| 16 de junho     | Hanôver          | Alemanha         | Niedersachsenstadion            | Architects grandson               | —               | —           |
| 18 de junho     | Berlim           | Alemanha         | Estádio Olímpico de Berlim      | Architects grandson               | —               | —           |
| 20 de junho     | Berna            | Suíça            | Bernexpo                        | grandson                          | —               | —           |
| 24 de junho     | Milão            | Itália           | Ippodromo La Maura              | —                                 | —               | —           |
| 26 de junho     | Arnhem           | Países Baixos    | GelreDome                       | Spiritbox                         | —               | —           |
| 28 de junho     | Londres          | Inglaterra       | Estádio de Wembley              | Spiritbox JPEGMafia               | —               | —           |
| 1 de julho      | Düsseldorf       | Alemanha         | Merkur Spiel-Arena              | Architects JPEGMafia              | —               | —           |
| 3 de julho      | Werchter         | Bélgica          | Werchter Festivalpark           | —                                 | —               | —           |
| 5 de julho      | Gdynia           | Polônia          | Gdynia-Kosakowo Airport         | —                                 | —               | —           |
| 8 de julho      | Frankfurt        | Alemanha         | Deutsche Bank Park              | Architects JPEGMafia              | —               | —           |
| 11 de julho     | Saint-Denis      | França           | Stade de France                 | One Ok Rock JPEGMafia             | —               | —           |
| 29 de julho     | Brooklyn         | Estados Unidos   | Barclays Center                 | Pvris                             | —               | —           |
| 1 de agosto     | Boston           | Estados Unidos   | TD Garden                       | Pvris                             | —               | —           |
| 3 de agosto     | Newark           | Estados Unidos   | Prudential Center               | Pvris                             | —               | —           |
| 6 de agosto     | Montreal         | Canadá           | Bell Centre                     | Pvris                             | —               | —           |
| 8 de agosto     | Toronto          | Canadá           | Scotiabank Arena                | Pvris                             | —               | —           |
| 11 de agosto    | Chicago          | Estados Unidos   | United Center                   | Pvris                             | —               | —           |
| 14 de agosto    | Detroit          | Estados Unidos   | Little Caesars Arena            | Pvris                             | —               | —           |
| 16 de agosto    | Filadélfia       | Estados Unidos   | Wells Fargo Center              | Jean Dawson                       | —               | —           |
| 19 de agosto    | Pittsburgh       | Estados Unidos   | PPG Paints Arena                | Jean Dawson                       | —               | —           |
| 21 de agosto    | Nashville        | Estados Unidos   | Bridgestone Arena               | Jean Dawson                       | —               | —           |
| 23 de agosto    | St. Louis        | Estados Unidos   | Enterprise Center               | Jean Dawson                       | —               | —           |
| 25 de agosto    | Milwaukee        | Estados Unidos   | Fiserv Forum                    | Jean Dawson                       | —               | —           |
| 27 de agosto    | Minneapolis      | Estados Unidos   | Target Center                   | Jean Dawson                       | —               | —           |
| 29 de agosto    | Omaha            | Estados Unidos   | CHI Health Center Omaha         | Jean Dawson                       | —               | —           |
| 31 de agosto    | Kansas City      | Estados Unidos   | T-Mobile Center                 | Jean Dawson                       | —               | —           |
| 3 de setembro   | Denver           | Estados Unidos   | Ball Arena                      | Jean Dawson                       | —               | —           |
| 6 de setembro   | Phoenix          | Estados Unidos   | Footprint Center                | Jean Dawson                       | —               | —           |
| 13 de setembro  | Los Angeles      | Estados Unidos   | Dodger Stadium                  | Queens of the Stone Age JPEGMafia | —               | —           |
| 15 de setembro  | San José         | Estados Unidos   | SAP Center                      | JPEGMafia                         | —               | —           |
| 17 de setembro  | Sacramento       | Estados Unidos   | Golden 1 Center                 | JPEGMafia                         | —               | —           |
| 19 de setembro  | Portland         | Estados Unidos   | Moda Center                     | JPEGMafia                         | —               | —           |
| 21 de setembro  | Vancouver        | Canadá           | Rogers Arena                    | JPEGMafia                         | —               | —           |
| 24 de setembro  | Seattle          | Estados Unidos   | Climate Pledge Arena            | JPEGMafia                         | —               | —           |
| 25 de outubro   | Bogotá           | Colômbia         | Distrito Verde                  | —                                 | —               | —           |
| 28 de outubro   | Lima             | Peru             | Estadio San Marcos              | —                                 | —               | —           |
| 31 de outubro   | Buenos Aires     | Argentina        | Parque da Cidade                | —                                 | —               | —           |
| 2 de novembro   | Santiago         | Chile            | Estadio Nacional                | —                                 | —               | —           |
| 5 de novembro   | Curitiba         | Brasil           | Estádio Couto Pereira           | Ego Kill Talent                   | —               | —           |
| 8 de novembro   | São Paulo        | Brasil           | Estádio Morumbis                | Ego Kill Talent                   | —               | —           |
| 11 de novembro  | Brasília         | Brasil           | Estádio Mané Garrincha          | Ego Kill Talent                   | —               | —           |
| Total           | Total            | Total            | Total                           | Total                             | 434.786         | $46.955.608 |

### Showscancelados
| Data (2025)    | Cidade         | País           | Local                      | Motivo                                   | Ref.   |
| -------------- | -------------- | -------------- | -------------------------- | ---------------------------------------- | ------ |
| 12 de abril    | Winchester     | Estados Unidos | Las Vegas Festival Grounds | Baixa venda de ingressos para o festival | [ 10 ] |
| 8 de novembro  | Rio de Janeiro | Brasil         | —                          | Razões logísticas                        | [ 11 ] |
| 15 de novembro | Porto Alegre   | Brasil         | —                          | Razões logísticas                        | [ 11 ] |

## Pessoal

### Linkin Park
- Emily Armstrong – vocais principais, guitarra em "Over Each Other"
- Colin Brittain – bateria, guitarra em "When They Come for Me" e "My December"
- Dave "Phoenix" Farrell – baixo, vocais de apoio, guitarra rítmica
- Joe Hahn – toca-discos, samples, vocais de apoio
- Mike Shinoda – vocais principais, guitarra, teclado, piano, vocais de rap, vocais de apoio

### Membro de turnê
- Alex Feder – guitarra, vocais de apoio